# 甫上河
甫上河，又称岗伟河，位于中华人民共和国广西壮族自治区融安县境内，是浪溪河左岸支流，发源于融安县泗顶镇永福村，东北流至佳境村后转西北流，经大坡乡，至融安县城长安镇甫上村汇入浪溪河。干流长47千米，平均比降4.05‰，流域面积430平方千米。